# Fáscia de Buck
Fáscia de Buck (fáscia profunda do pênis, Fáscia de Gallaudet ou fáscia do pênis) é uma camada de fáscia profunda que cobre os três corpos eréteis do pênis.

## Estrutura
A fáscia de Buck é contínua com a fáscia espermática externa no escroto e o ligamento suspensor do pênis.
No seu aspecto ventral, divide-se para envolver o corpo esponjoso em um compartimento separado da túnica albugínea e outros corpos.

### Variação
As fontes diferem em sua extensão proximal. Alguns afirmam que é uma continuação da fáscia perineal profunda, enquanto outros afirmam que se funde com a túnica albugínea.

## Função
A veia dorsal profunda do pênis, as veias cavernosas do pênis e as veias para-arteriais do pênis estão dentro da fáscia de Buck, mas as veias dorsais superficiais do pênis estão na fáscia superficial (dartos) imediatamente abaixo da pele.

## História

### Etimologia
O termo fáscia de Buck é nomeado após Gurdon Buck, um cirurgião plástico americano.

## Imagens adicionais

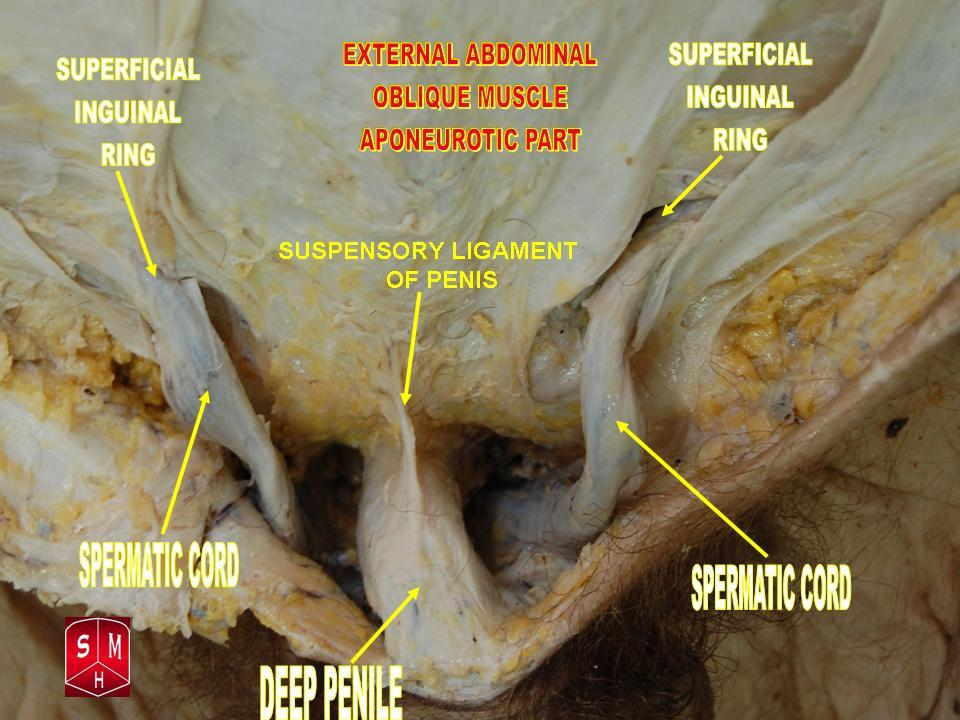
Dissecação do pênis e seus arredores.
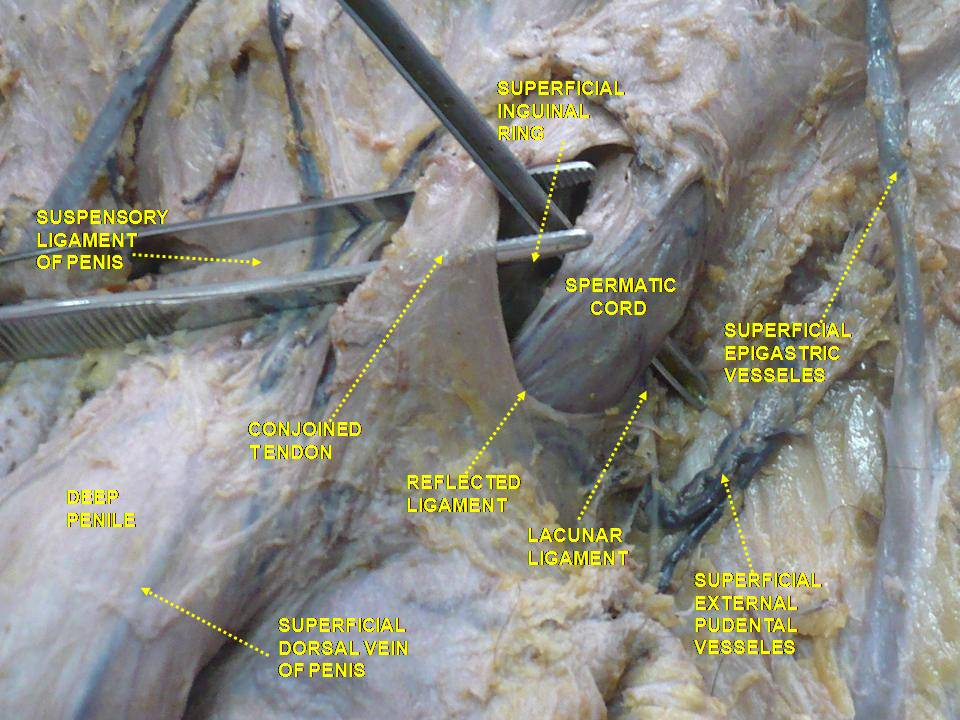
Parede abdominal anterior. Dissecção intermediária. Vista interior
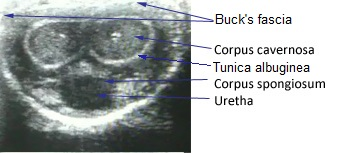
Ultrassonografia médica de um pênis normal.